# Carpinus schuschaensis
Carpinus schuschaensis är en björkväxtart som beskrevs av Hubert J.P. Winkler. Carpinus schuschaensis ingår i släktet avenbokar, och familjen björkväxter. Inga underarter finns listade.